# Herman Keppy
Herman Keppy (Amsterdam, 1960) is een Nederlands journalist en schrijver.
Keppy ging na het Spinoza Lyceum naar de School voor Journalistiek in Utrecht. Hij schreef voor onder andere Het Parool, De Volkskrant en Ons Amsterdam. Als zoon van een Molukse vader, houdt hij zich bezig met de geschiedenis van Indonesië. Hij was eindredacteur van het Molukse blad Marinjo. Hij speelde basketbal en was coach en perschef van de Demon Astronauts. In 2018 was in Museum Bronbeek een tentoonstelling van zijn hand te zien: Katjongs in Colditz, over de Indische erewoordweigeraars die tijdens de Tweede Wereldoorlog in slot Colditz gevangen zaten.
Als romanschrijver debuteerde Keppy in 2004 met het boek Tussen Ambon en Amsterdam, gebaseerd op het leven van Wim Tehupeiory, arts in Nederlands-Indië. Later volgde Flat River Flamingo (2006), waarin basketbal een rol speelt. Hij schreef ook twee historische boeken: De laatste inlandse schepelingen. Molukkers in dienst van de Koninklijke Marine 1915-1965 (1994) en Pendek. Korte verhalen over Indische levens (2013). In 2019 verscheen zijn boek Zijn  jullie kerels of lafaards? De Indische en Indonesische strijd tegen de nazi's 1940-1945. 

## Publicaties
- De laatste inlandse schepelingen. Molukkers in dienst van de Koninklijke Marine 1915-1965. (1994) Uitgeverij Focus.
- Tussen Ambon en Amsterdam. Historische roman. (2004) Uitgeverij Conserve.
- Flat River Flamingo. Basketballen in Missouri. (2006) Uitgeverij Conserve.
- Pendek. Korte verhalen over Indische levens. (2013) Uitgeverij West.
- Zijn  jullie kerels of lafaards? De Indische en Indonesische strijd tegen de nazi's 1940-1945 (2019). Uitgeverij West.